# Ніл Патрік Гарріс
Ніл Патрік Гарріс (англ. Neil Patrick Harris; нар. 15 червня 1973 Альбукерке, Нью-Мексико, США) — американський актор кіно, театру та дубляжу, співак, продюсер, режисер та ілюзіоніст. Лауреат премій «Тоні» та «Еммі», номінант на «Золотий глобус». Найбільш відомий за роллю Барні Стінсона у телесеріалі «Як я зустрів вашу маму». У вересні 2011 року був відзначений зіркою на Голлівудській алеї слави.

## Біографія

### Раннє життя
Ніл Патрік Гарріс народився в місті Альбукерке, штат Нью-Мексико, США, але зростав у місті Руїдозо, Нью-Мексико. Його мати Шейла Скотт (письменниця) та батько Рон (адвокат) переїхали до Альбукерке у 1988 році, згодом вони відкрили там ресторан.
За розповіддю його молодшого брата Брайана, Ніл почав грати в шкільному театрі з 4 класу. Його першою роллю був песик Тото у постановці «Дивовижного чарівника Країни Оз». У 1991 році закінчив середню школу «Ла Куева» з відзнакою.

### Кар'єра

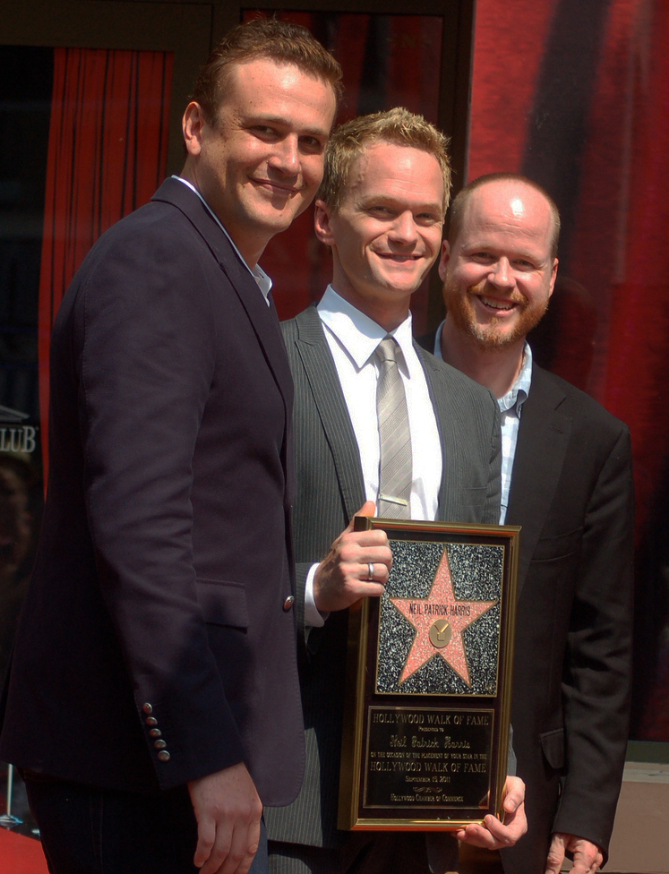
Джейсон Сігел, Ніл Патрік Гарріс, Джосс Відон на церемонії вручення Гаррісу зірки на Алеї слави в Голлівуді у вересні 2011 року

Гарріс розпочав свою кар'єру як дитячий актор і був виявлений драматургом Марком Медоффом у театральному таборі в Лас-Крусес, Нью-Мексико. У 1988 році Медофф обрав його для свого фільму «Серце Клари» за однойменним романом Джозефа Олшана, із Вупі Голдберг у головній ролі. «Серце Клари» принесла йому номінацію на «Золотий глобус», як найкраща чоловіча роль другого плану, а також номінацію на премію «Найкращого молодого актора» («Young Artist Awards»). Того ж року він знявся у дитячому фентезійному фільмі — «Пурпуровий людожер».
Через рік, коли Нілу було 16 років, його запросили на головну роль у телесеріалі Стівена Бочко про доктора-підлітка у місцевій лікарні: «Доктор Дугі Хаузер» (1989). За цю роль він знову був номінований на премію «Золотий глобус». Після чотирьох сезонів «Доктор Дугі Хаузер», котрий закінчився в 1993 році, Гарріс зіграв численні ролі у телевізійних серіалах, зокрема, «Вона написала вбивство».
У 1995 році відбувся його дорослий дебют у повнометражному кіно у фільмі «Звірина кімната». Після цього він зіграв декілька ролей другого плану у фільмах «Зоряний десант», «Найкращий друг», «Таємний брат». Він також бере участь у декількох телевізійних проектах: «Загублені в снігах: історія Джима та Дженніфер Столпа»(1994), «Моя Антоніа» (1995), «Різдвяне бажання» (1998), «Жанна Д'Арк» (1999), «Весільні сукні» (2001). З 1999 по 2000 рік, Гарріс знявся разом з Тоні Шалуб в ситкомі «Божевільний Старк», який тривав 22 епізоди.
Гарріс працював на Бродвеї, граючи в музичних і театральних ролях. У 2001 році він зіграв Тобіаса Рега у концертному виконанні «Свінні Тодд». У 2002 році він виступає разом із Енн Геч у п'єсі «Стійкий». У 2003 році працював у «Кабаре», разом з Деборою Гібсон і Томом Бослі.
У 2004 році зіграв пародію на самого себе у фільмі «Гарольд і Кумар відриваються», з продовженням «Гарольд і Кумар 2: Втеча з Гуантанамо», «Забійне Різдво Гарольда і Кумара».
З осені 2005 року, Гарріс знімається в ситкомі CBS «Як я зустрів вашу маму», де грає Барні Стінсона — невиправного ловеласа та бабія. Ця роль принесла йому номінації Премії «Еммі» за найкращу чоловічу роль другого плану в комедійному телесеріалі у 2007, 2008, 2009 та 2010 роках.
У 2011 році Ніл з'явився відразу у двох фільмах: дитячому «Смурфики» (The Smurfs), де зіграв головну роль — відважного нью-йоркця, котрий подолав злого чарівника Гаргамеля, та «Красуня і чудовисько (фільм, 2011)» (Beastly), де зіграв сліпого психолога.

## Особисте життя

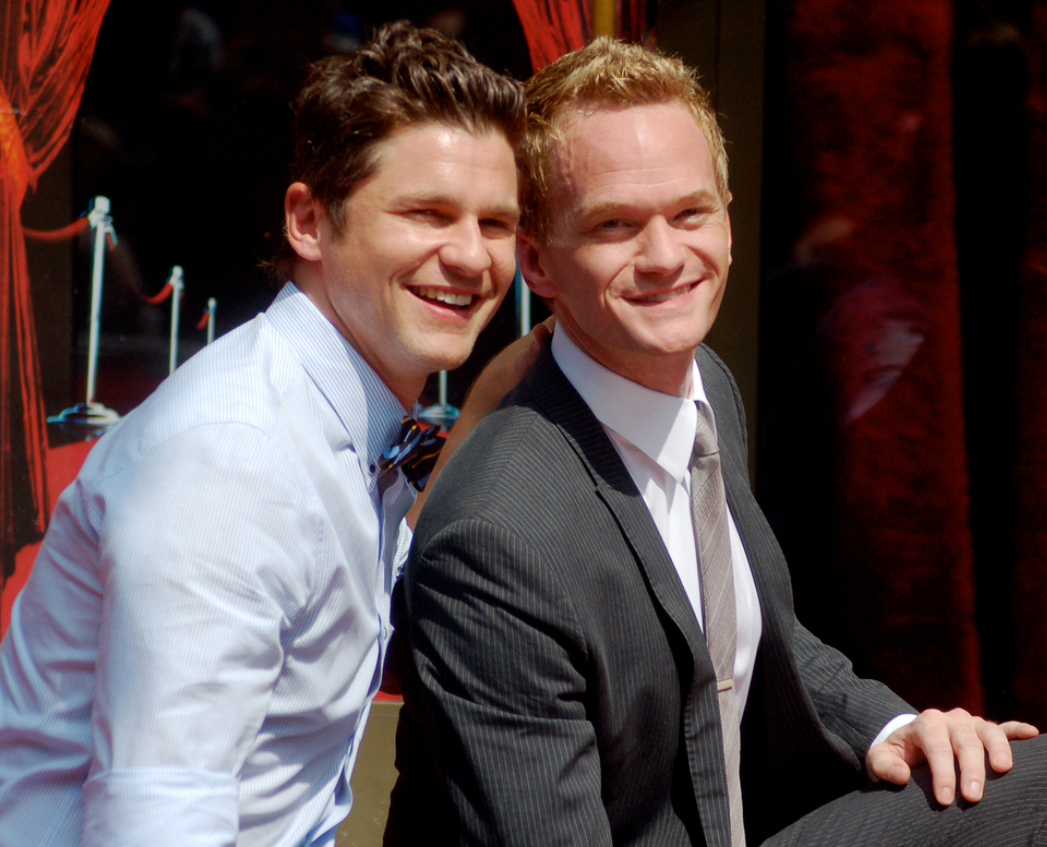
Гарріс та Девід у вересні 2011 року

Гарріс є відкритим геєм. Він підтвердив це у листопаді 2006 року своєю заявою:
|  | ... Я радий розвіяти будь-які чутки чи непорозуміння і я дуже гордий тим, що можу заявити: я цілком задоволений способом життя гея і відчуваю величезне задоволення від того, що мені випало працювати з чудовими людьми над спільною справою, яку я люблю.Оригінальний текст (англ.) ...I am happy to dispel any rumors or misconceptions and am quite proud to say that I am a very content gay man living my life to the fullest and feel most fortunate to be working with wonderful people in the business I love. |

Його партнер — актор та продюсер Девід Бартка, котрий, зокрема, зіграв епізодичну роль у серіалі «Як я зустрів вашу маму». Влітку 2010 року пара оголосила, що очікує на появу двійнят від сурогатної матері. 12 жовтня 2010 року двійнята, дівчинка та хлопчик, з'явилися на світ. 6 вересня 2014 року Ніл та Девід Бартка побрались в Італії.
Гарріс — фанат магії та фокусів, він також ілюзіоніст, як і його персонаж в серіалі «Як я зустрів вашу маму». Ніл Патрік виграв премію «Tannen's Magic Louis Award» у 2006 році та був ведучим на World Magic Awards 2008. Крім того, Гарріс був почесним гостем на передачі «Майстер шеф» (Top Chef Masters).

## Популярність в Україні
Ніл Патрік Гарріс (а точніше його персонаж Барні Стінсон) став інтернет-мемом «True Story».

## Фільмографія
| Рік       |    | Українська назва                                     | Оригінальна назва                                         | Роль                                                     |
| --------- | -- | ---------------------------------------------------- | --------------------------------------------------------- | -------------------------------------------------------- |
| 1988      | ф  | Серце Клари                                          | Clara's Heart                                             | Девід Гарт                                               |
| 1988      | тф | Надто гарно, щоб бути правдою                        | Too Good to Be True                                       | Денні Гарленд                                            |
| 1988      | ф  | Пурпурний людожер                                    | Purple People Eater                                       | Біллі Джонсон                                            |
| 1989      | тф | Вогонь у домашньому вогнищі                          | Home Fires Burning                                        | Лонні Тіббеттс                                           |
| 1989—1990 | с  | Страйкер                                             | B.L. Stryker                                              | Бадер Кемпбелл                                           |
| 1989      | тф | Жорстоке місто                                       | Cold Sassy Tree                                           | Вілл Твіді                                               |
| 1990      | тф | День Землі, спеціальний випуск                       | The Earth Day Special                                     | Дуґлас «Дуґі» Хаузер                                     |
| 1991      | тф | Незнайомець у сім'ї                                  | Stranger in the Family                                    | Стів Томпсон                                             |
| 1989—2015 | мс | Сімпсони                                             | The Simpsons                                              | Барт Сімпсон в ролі його самого                          |
| 1990—1995 | с  | Блоссом                                              | Blossom                                                   | «Чарівний» Дерек Слейд                                   |
| 1988—1997 | с  | Розанна                                              | Roseanne                                                  | Дуґлас «Дуґі» Хаузер                                     |
| 1990—1996 | мс | Команда рятівників Капітана Планети                  | Captain Planet and the Planeteers                         | Тодд Ендрюс                                              |
| 1989—1993 | с  | Доктор Дуґі Хаузер                                   | Doogie Howser, M.D.                                       | Дуґлас «Дуґі» Хаузер                                     |
| 1993      | тф | Раптова лють                                         | A Family Torn Apart                                       | Брайян Генніген                                          |
| 1993      | тф | Концерт для наших дітей                              | For Our Children: The Concert                             | ведучий                                                  |
| 1989—1993 | с  | Квантовий стрибок                                    | Quantum Leap                                              | Майк Гаммонд                                             |
| 1984—1996 | с  | Вона написала вбивство                               | Murder, She Wrote                                         | Томмі Ремсен                                             |
| 1994      | тф | Загублені в снігах: Історія Джима і Дженніфер Столпа | Snowbound: The Jim and Jennifer Stolpa Story              | Джим Столпа                                              |
| 1995      | тф | Не наш син                                           | Not Our Son                                               | Пол Кенет Келлер                                         |
| 1995      | тф | Моя Антоніа                                          | My Antonia                                                | Джиммі Берден                                            |
| 1995      | тф | Спадщина гріха: Історія Вільяма Койта                | Legacy of Sin: The William Coit Story                     | Вільям Койт                                              |
| 1995      | тф | Людина на горищі                                     | The Man in the Attic                                      | Едвард Бродер                                            |
| 1995      | ф  | Звірина кімната                                      | Animal Room                                               | Арнольд Моск                                             |
| 1992—1995 | мс | Мешканці Капітолію                                   | Capitol Critters                                          | Макс                                                     |
| 1995—2002 | с  | За межею можливого                                   | The Outer Limits                                          | Гові Моррісон                                            |
| 1997      | ф  | Зоряний десант                                       | Starship Troopers                                         | Карл Дженкінс                                            |
| 1993—1999 | с  | Убивчий відділ                                       | Homicide: Life on the Street                              | Алан Шек                                                 |
| 1998      | ф  | Пропозиція                                           | The Proposition                                           | Роджер Мартін                                            |
| 1998      | тф | Різдвяне бажання                                     | The Christmas Wish                                        | Вілл Мартін                                              |
| 1999      | тф | Жанна д'Арк                                          | Joan of Arc                                               | Карл VII                                                 |
| 2000      | ф  | Кращий друг                                          | The Next Best Thing                                       | Девід                                                    |
| 1999—2000 | с  | Буйно схиблений Старк                                | Stark Raving Mad                                          | Генрі МакНілі                                            |
| 1998—2006 | с  | Вілл та Грейс                                        | Will & Grace                                              | Білл                                                     |
| 2001      | тф | Весільні сукні                                       | The Wedding Dress                                         | Тревіс Клівленд                                          |
| 2001      | тф | Свіні Тодд: Демон-цирюльник з Фліт-стріт на концерті | Sweeney Todd: The Demon Barber of Fleet Street in Concert | Тобіас Раґґ                                              |
| 2000—2002 | с  | Син пляжу                                            | Son of the Beach                                          | коханець                                                 |
| 2000—2004 | мс | Статичний шок                                        | Static Shock                                              | Джонні Мороу                                             |
| 2000—2004 | с  | Ед                                                   | Ed                                                        | Джо Бакстер                                              |
| 2000—2009 | мс | Як говорить Джинджер                                 | As Told by Ginger                                         | Нед                                                      |
| 2001—2003 | мс | Легенда про Тарзана                                  | The Legend of Tarzan                                      | Мойо                                                     |
| 2002      | ф  | Гіпнотизер                                           | The Mesmerist                                             | Бенджамін                                                |
| 2002      | ф  | Таємний брат                                         | Undercover Brother                                        | Ленс                                                     |
| 2001—2004 | мс | Ліга справедливості                                  | Justice League                                            | Рей Томпсон                                              |
| 1994—2003 | с  | Дотик янгола                                         | Touched by an Angel                                       | Джонас                                                   |
| 2003—2003 | мс | Нова Людина-павук                                    | Spider-Man: The New Animated Series                       | Людина-павук / Пітер Паркер                              |
| 2002—2003 | с  | Бумтаун                                              | Boomtown                                                  | Пітер Корман                                             |
| 2004      | ф  | Гарольд і Кумар відриваються                         | Harold & Kumar Go to White Castle                         | він сам                                                  |
| 2001—2011 | с  | Закон і порядок. Злочинні наміри                     | Law & Order: Criminal Intent                              | Джон Теґмен                                              |
| 2005      | мф | Золотий блиск                                        | The Golden Blaze                                          | власник магазину коміксів                                |
| 2005—2014 | с  | Як я познайомився з вашою мамою                      | How I Met Your Mother                                     | Барні Стінсон                                            |
| 2005      | тф | Різдвяне благословення                               | The Christmas Blessing                                    | Натан Ендрюс                                             |
| 2004—2005 | с  | Джек та Боббі                                        | Jack & Bobby                                              | професор Престон Фелпс                                   |
| 2005—2010 | с  | 4исла                                                | Numb3rs                                                   | Етан Бердік                                              |
| 2006—2007 | мс | Пригоди Елоїзи                                       | It's Me, Eloise                                           | різні ролі                                               |
| 2008      | мф | Ліга справедливості: Новий бар'єр                    | Justice League: The New Frontier                          | Флеш / Баррі Аллен                                       |
| 2008      | ф  | Гарольд і Кумар: Втеча з Гуантанамо                  | Harold & Kumar Escape from Guantanamo Bay                 | він сам                                                  |
| 2008—2008 | с  | Музичний блог Доктора Жахливого                      | Dr. Horrible's Sing-Along Blog                            | доктор Жахливий / Біллі                                  |
| 2008      | вг |                                                      | Saints Row 2                                              | діджей Ветеран Чайлд                                     |
| 2009      | мф | Мінлива хмарність, часом фрикадельки                 | Cloudy with a Chance of Meatballs                         | мавпа Стів                                               |
| 2009      | ф  | Поза межами                                          | Beyond All Boundaries                                     | перший лейтенант Девід Геттема, сержант Вільям Манчестер |
| 2009      | тф | Так, Вірджинія                                       | Yes, Virginia                                             | доктор Філіп О'Генлон                                    |
| 1999—2015 | мс | Гріфіни                                              | Family Guy                                                | Барні Стінсон                                            |
| 2005—2015 | мс | Робоцип                                              | Robot Chicken                                             | різні ролі                                               |
| 2008—2011 | мс | Бетмен: Відвага та сміливість                        | Batman: The Brave and the Bold                            | Музичний майстер                                         |
| 2009      | вг |                                                      | Eat Lead: The Return of Matt Hazard                       | Воллес «Віллі» Веллеслі                                  |
| 2010      | кф | Дочки Дракули проти Космічних мізків                 | Dracula's Daughters vs. the Space Brains                  | Ден                                                      |
| 2010      | мф | Бетмен: Під ковпаком                                 | Batman: Under the Red Hood                                | Найтвінґ / Дік Грейсон                                   |
| 2010—2015 | мс | Пінгвіни Мадагаскару                                 | The Penguins of Madagascar                                | доктор Дихало                                            |
| 2010      | ф  | Кішки проти собак: Помста Кітті Галор                | Cats & Dogs: The Revenge of Kitty Galore                  | бігль Лу                                                 |
| 2010      | ф  | Кращий та найяскравіший                              | The Best and the Brightest                                | Джефф                                                    |
| 2010      | вг |                                                      | Spider-Man: Shattered Dimensions                          | Людина-павук / Пітер Паркер                              |
| 2011      | ф  | Красуня і чудовисько                                 | Beastly                                                   | Вілл Фраталлі                                            |
| 2011      | ф  | Смурфики                                             | The Smurfs                                                | Патрік Вінслоу                                           |
| 2011      | ф  | Шалене Різдво Гарольда і Кумара                      | A Very Harold & Kumar 3D Christmas                        | він сам                                                  |
| 2011      | ф  | Маппети                                              | The Muppets                                               | камео                                                    |
| 1969—2014 | с  | Вулиця Сезам                                         | Sesame Street                                             | Взуттєва Фея                                             |
| 2012      | мф | Робоцип: Спеціально для DC Comics                    | Robot Chicken DC Comics Special                           | Дволикий, Чорна Манта                                    |
| 2013      | кф | Ніхто не зрівняється з астронавтом                   | Rien ne bat un astronaute                                 | чоловік                                                  |
| 2013      | ф  | Смурфики 2                                           | The Smurfs 2                                              | Патрік Вінслоу                                           |
| 2013      | мф | Мінлива хмарність, часом фрикадельки 2               | Cloudy with a Chance of Meatballs 2                       | мавпа Стів                                               |
| 2013      | ф  | Американський пиріг: Знову разом                     | American Reunion                                          | камео                                                    |
| 2010—2014 | мс | Час пригод                                           | Adventure Time                                            | принц Жуйка, додаткові голоси                            |
| 2013      | вг |                                                      | Saints Row IV                                             | діджей Ветеран Чайлд                                     |
| 2014      | ф  | Мільйон способів втратити голову                     | A Million Ways to Die in the West                         | Фой                                                      |
| 2014      | ф  | Загублена                                            | Gone Girl                                                 | Дезі Коллінз                                             |
| 2015      | с  | Американська історія жаху: Шоу виродків              | American Horror Story: Freak Show                         | Честер Креб                                              |
| 2017      | с  | Низка злощасних подій                                | A Series of Unfortunate Events                            | Граф Олаф                                                |
| 2017      | ф  | Зменшення                                            | Downsizing                                                | Джефф Лоновскі                                           |
| 2017—2019 | с  | Низка злощасних подій                                | A Series of Unfortunate Events                            | Граф Олаф                                                |
| 2021      | ф  | Матриця: Воскресіння                                 | The Matrix Resurrections                                  | Аналітик                                                 |
| 2021      | ф  | 8-бітне Різдво                                       | 8-Bit Christmas                                           | дорослий Джейк Дойл                                      |
| 2021      | с  | Це гріх                                              | It's a Sin                                                | Генрі Колтрейн                                           |
| 2022      | ф  | Нестерпна тяжкість величезного таланту               | The Unbearable Weight of Massive Talent                   | Річард Фінк                                              |
| 2022      | с  | Колишній                                             | Uncoupled                                                 | Майкл                                                    |